# La Fouillouse
La Fouillouse és un municipi francès situat al departament del Loira i a la regió d'Alvèrnia-Roine-Alps. L'any 2007 tenia 4.326 habitants.

## Demografia

### Població
El 2007 la població de fet de La Fouillouse era de 4.326 persones. Hi havia 1.724 famílies de les quals 412 eren unipersonals (176 homes vivint sols i 236 dones vivint soles), 612 parelles sense fills, 608 parelles amb fills i 92 famílies monoparentals amb fills.
La població ha evolucionat segons el següent gràfic:
Habitants censats

### Habitatges
El 2007 hi havia 1.850 habitatges, 1.736 eren l'habitatge principal de la família, 43 eren segones residències i 71 estaven desocupats. 1.235 eren cases i 612 eren apartaments. Dels 1.736 habitatges principals, 1.188 estaven ocupats pels seus propietaris, 513 estaven llogats i ocupats pels llogaters i 35 estaven cedits a títol gratuït; 15 tenien una cambra, 153 en tenien dues, 294 en tenien tres, 488 en tenien quatre i 786 en tenien cinc o més. 1.291 habitatges disposaven pel capbaix d'una plaça de pàrquing. A 701 habitatges hi havia un automòbil i a 895 n'hi havia dos o més.

### Piràmide de població
La piràmide de població per edats i sexe el 2009 era:
| Homes | Edats   | Dones |
| ----- | ------- | ----- |
| 0     | 95 o +  | 4     |
| 12    | 90 a 94 | 40    |
| 24    | 85 a 89 | 36    |
| 32    | 80 a 84 | 48    |
| 56    | 75 a 79 | 96    |
| 68    | 70 a 74 | 76    |
| 80    | 65 a 69 | 116   |
| 140   | 60 a 64 | 108   |
| 128   | 55 a 59 | 152   |
| 180   | 50 a 54 | 168   |
| 120   | 45 a 49 | 140   |
| 124   | 40 a 44 | 124   |
| 160   | 35 a 39 | 192   |
| 156   | 30 a 34 | 140   |
| 116   | 25 a 29 | 136   |
| 136   | 20 a 24 | 84    |
| 160   | 15 a 19 | 116   |
| 172   | 10 a 14 | 140   |
| 124   | 5 a 9   | 152   |
| 68    | 0 a 4   | 120   |

## Economia
El 2007 la població en edat de treballar era de 2.785 persones, 2.009 eren actives i 776 eren inactives. De les 2.009 persones actives 1.881 estaven ocupades (999 homes i 882 dones) i 128 estaven aturades (51 homes i 77 dones). De les 776 persones inactives 286 estaven jubilades, 303 estaven estudiant i 187 estaven classificades com a «altres inactius».

### Ingressos
El 2009 a La Fouillouse hi havia 1.767 unitats fiscals que integraven 4.425,5 persones, la mediana anual d'ingressos fiscals per persona era de 21.348 €.

### Activitats econòmiques
Dels 288 establiments que hi havia el 2007, 2 eren d'empreses extractives, 4 d'empreses alimentàries, 2 d'empreses de fabricació de material elèctric, 19 d'empreses de fabricació d'altres productes industrials, 46 d'empreses de construcció, 73 d'empreses de comerç i reparació d'automòbils, 22 d'empreses de transport, 15 d'empreses d'hostatgeria i restauració, 3 d'empreses d'informació i comunicació, 17 d'empreses financeres, 21 d'empreses immobiliàries, 30 d'empreses de serveis, 22 d'entitats de l'administració pública i 12 d'empreses classificades com a «altres activitats de serveis».
Dels 65 establiments de servei als particulars que hi havia el 2009, 1 era una gendarmeria, 1 oficina de correu, 1 una oficina bancària, 4 tallers de reparació d'automòbils i de material agrícola, 1 autoescola, 6 paletes, 5 guixaires pintors, 5 fusteries, 10 lampisteries, 7 electricistes, 1 empresa de construcció, 5 perruqueries, 12 restaurants, 4 agències immobiliàries, 1 tintoreria i 1 saló de bellesa.
Dels 33 establiments comercials que hi havia el 2009, 4 eren grans superfícies de material de bricolatge, 2 botiges de menys de 120 m², 4 fleques, 3 carnisseries, 3 botigues d'equipament de la llar, 10 botigues de mobles, 3 botigues de material esportiu, 2 drogueries i 2 floristeries.
L'any 2000 a La Fouillouse hi havia 31 explotacions agrícoles que ocupaven un total de 680 hectàrees.

## Equipaments sanitaris i escolars
El 2009 hi havia 2 farmàcies i 1 ambulància.
El 2009 hi havia 1 escola maternal i 2 escoles elementals.

## Poblacions més properes
El següent diagrama mostra les poblacions més properes.